# Learning management system
Learning management system (LMS z ang.: system zarządzania nauczaniem) – aplikacja webowa wspierająca proces nauczania w sposób zdalny, tj. przez Internet (e-learning). Pomocna w zarządzaniu aktywnością szkoleniową i kompetencjami w organizacji (w szczególności: szkół, uczelni wyższych, przedsiębiorstw ze szczególnym uwzględnieniem firm szkoleniowych). 
Z punktu widzenia użytkownika końcowego, LMS zapewnia śledzenie postępu indywidualnych umiejętności i kompetencji, proste metody lokalizacji aktywności szkoleniowych i rejestracji na kursy. 
Z punktu widzenia administratora, LMS zarządza dostępem do kursów online, na które użytkownik został uprzednio zarejestrowany. Typowa aplikacja umożliwia prowadzenie zajęć, zarządzanie materiałami edukacyjnymi (wprowadzanie, edycja i usuwanie materiałów graficznych, wideo, podcastów, audiowizualnych, tekstowych) oraz kontrolę wyników nauczania (przeprowadzanie testów).

## PlatformyLMS(m.in.)
- Moodle
- WordPress